# Friedrich von Clausewitz

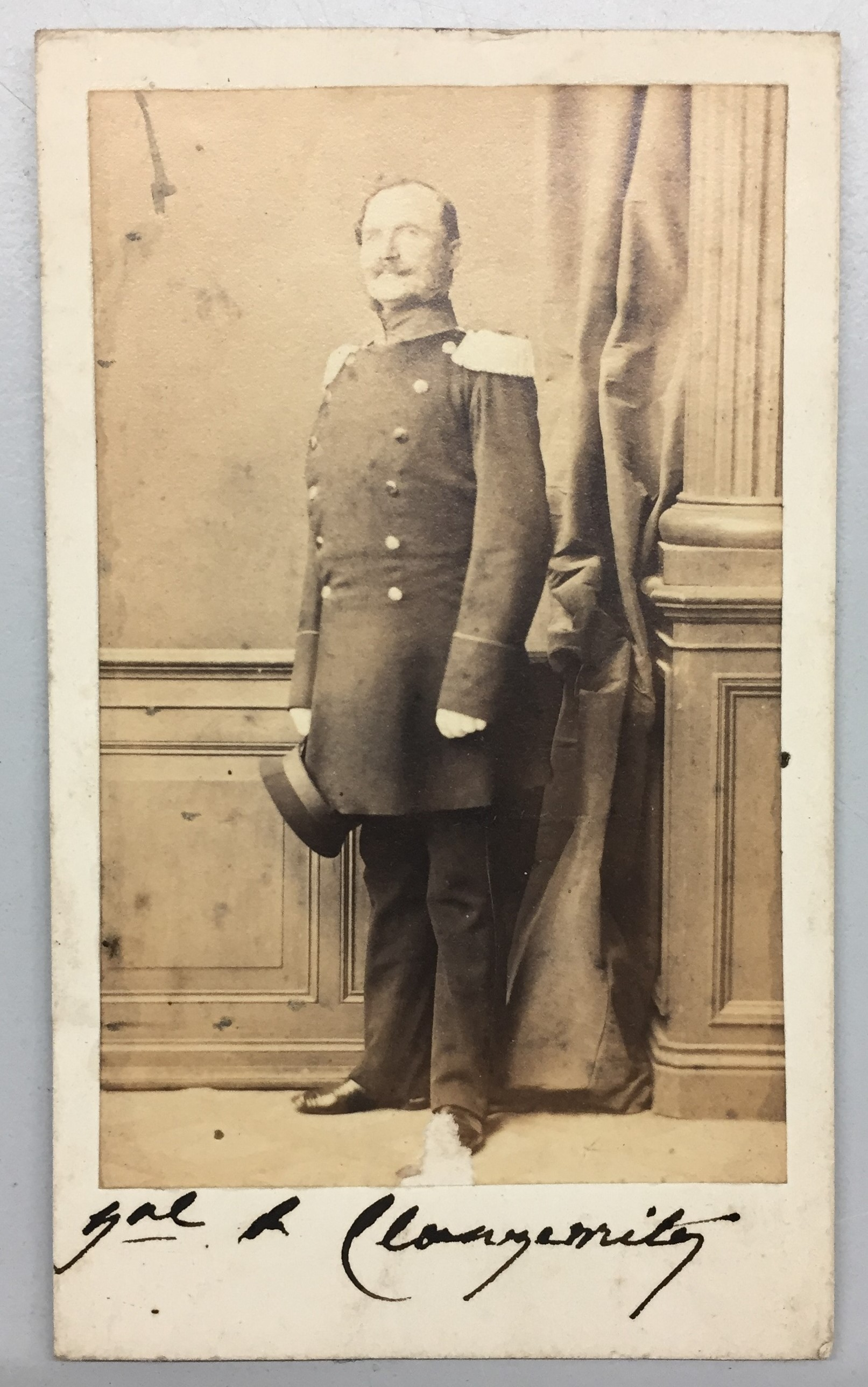
Friedrich von Clausewitz (ca. 1860)

Friedrich Karl Wilhelm Heinrich von Clausewitz (* 15. Dezember 1807 in Burg (bei Magdeburg); † 31. Juli 1866 in Tscheitsch) war ein preußischer Generalleutnant und Kommandeur der 2. Division.

## Leben

### Herkunft
Friedrich weist in seinem Lebenslauf einige Parallelen mit seinem berühmten Onkel Carl von Clausewitz (1780–1831) auf. Dessen Vater war der älteste Sohn des königlich preußischen Steuereinnehmers Friedrich Gabriel Clauswitz (1740–1802). Friedrichs Vater Gustav Friedrich Marquard (1769–1830) war Oberakziseeinnehmer und Steuerrat in Burg, seine Mutter Johanna Christiane, geborene Trillos.

### Militärkarriere
Friedrich von Clausewitz trat am 15. Januar 1824 in das 11. Infanterie-Regiment der Preußischen Armee ein. Dem jungen Offizieranwärter standen am Anfang seiner Soldatenkarriere der ältere Bruder als Kapitän zur Seite. Am 21. Dezember 1824 wurde Clausewitz zum Fähnrich und am 10. März 1826 zum Sekondeleutnant befördert. Sein Onkel Carl traute den Neffen Friedrich nur Mittelmäßigkeit in seinen Fähigkeiten als Offizier zu. Von 1829 bis 1832 besuchte Clausewitz die Allgemeinen Kriegsschule in Berlin. Für einige Monate stand er dort unter seinem Onkel, dem Direktor der Kriegsschule. Nach erfolgreichem Abschluss des Studiums, diente Clausewitz als Lehrer für junge Offiziere und Fähnriche an der Divisionsschule der 11. Division in Breslau. Ab 15. Juni 1841 fungierte er als Adjutant im Stab der 11. Infanterie-Brigade. Am 18. September 1842 zum Premierleutnant befördert, diente er ab 1. April 1843 im Großen Generalstab. Unter Beförderung zum Hauptmann erfolgte am 4. April 1844 seine Versetzung in den Generalstab. Hier war er als Dirigent einer Vermessungsabteilung und 1846/48 zugleich auch als Lehrer an der Allgemeinen Kriegsschule tätig. Im Revolutionsjahr 1848 war Clausewitz im Februar 1848 im Feldzug gegen Dänemark der mobilen Gardebrigade zugeteilt, ab Juni im Feldzug gegen die Revolutionen in der Pfalz und Baden dem Generalstab der 2. Division, die zum 1. Armee-Korps unter Moritz von Hirschfeld gehörte. Den Oberbefehl der gesamten Aktion hatte der Prinz von Preußen. Clausewitz nahm an den Gefechten bei Homburg, Rinnthal, Ubstadt, Durlach und an der Murg teil. Für seinen Einsatz erhielt er den Roten Adlerorden IV. Klasse mit Schwertern. Am 29. November 1849 wurde er zum Major befördert.
Die Herbstkrise von 1850 hatte in Preußen eine allgemeine Mobilmachung zur Folge, bei der Clausewitz am 30. November der mobilen Felddivision im III. Armee-Korps zugeordnet wurde. Mit der Demobilisierung kehrte Clausewitz in den Großen Generalstab zurück und lehrte von 1851 bis 1855 erneut an der Allgemeinen Kriegsschule in Berlin. Am 12. Juli wurde er zum Oberstleutnant befördert und am 18. Juli 1855 zum Chef des Generalstabes des VII. Armee-Korps ernannt. Bereits nach drei Monaten folgte seine Versetzung als Chef der Armeeabteilung in das Kriegsministerium in Berlin.
Nebenher lehrte Clausewitz von 1851 bis 1855 erneut an der Allgemeinen Kriegsschule in Berlin. Am 12. Juli wurde er zum Oberstleutnant befördert und am 18. Juli 1855 zum Stabschef des VII. Armee-Korps ernannt. Am 15. Oktober 1855 wurde er im Kriegsministerium zum Leiter der Abteilung für den Truppeneinsatz bestellt. Clausewitz erarbeitete 1857 einen Plan zur Reorganisation der preußischen Armee, den er auf Wunsch des Prinzen von Preußen, nunmehr preußischer Regent, in einer Denkschrift vertiefte. Sie veranlasste Wilhelm erneut zu versuchen, eine Heeresreform durchzusetzen. Clausewitzs Denkschrift gehört somit zur Vorgeschichte des preußischen Verfassungskonflikts. Als das Reformvorhaben 1862 gelang, war Wilhelm inzwischen König geworden und Clausewitz in den Frontdienst zurückgekehrt.
Er war am 22. November 1858 zum Oberst befördert worden und hatte am 18. Januar 1859 sein erstes aktives Kommando als Kommandeur des Kaiser Alexander Garde-Grenadier-Regiments Nr. 1 erhalten. Dieses Kommando verlängerte sich, bis er nach seiner Beförderung zum Oberst am 18. Januar 1859 zum Regimentskommandeur ernannt wurde. In dieser Stellung war er ab Ende Juli 1860 auch Mitglied der Studienkommission der Kriegsakademie in Berlin. Unter Stellung à la suite seines Regiments wurde Clausewitz am 3. September 1861 zum Kommandeur der 31. Infanterie-Brigade in Trier ernannt sowie am 18. Oktober 1861 zum Generalmajor befördert. Ab dem 14. Januar 1862 hatte er das Kommando über die 2. Garde-Infanterie-Brigade und erhielt im Januar des Folgejahres anlässlich des Ordensfestes den Roten Adlerorden II. Klasse mit Eichenlaub und Schwertern am Ringe.
Als Preußen anlässlich des Januaraufstands im benachbarten Kongresspolen im März 1863 die Truppen der angrenzenden Bezirke des I., II., V. und VI. Armee-Korps dem Oberbefehl General Franz Karl von Werders unterstellte, erhielt Clausewitz den Posten seines Stabschefs. Während dieses Kommandos wurde er Anfang März 1863 von seinem Verhältnis als Mitglied der Studienkommission der Kriegsakademie entbunden. Im Januar 1864 kehrte Clausewitz zu seiner Brigade zurück und war ab Anfang Februar auch wieder Mitglied der Studienkommission. Am 17. Oktober 1864 folgte seine Ernennung zum Inspekteur der Besatzungen der Bundesfestungen Mainz und Rastatt. In dieser Stellung zeichnete ihn Kaiser Franz Joseph I. mit dem Kommandeurkreuz des Leopold-Ordens und am 18. Juni 1865 avancierte er zum Generalleutnant.

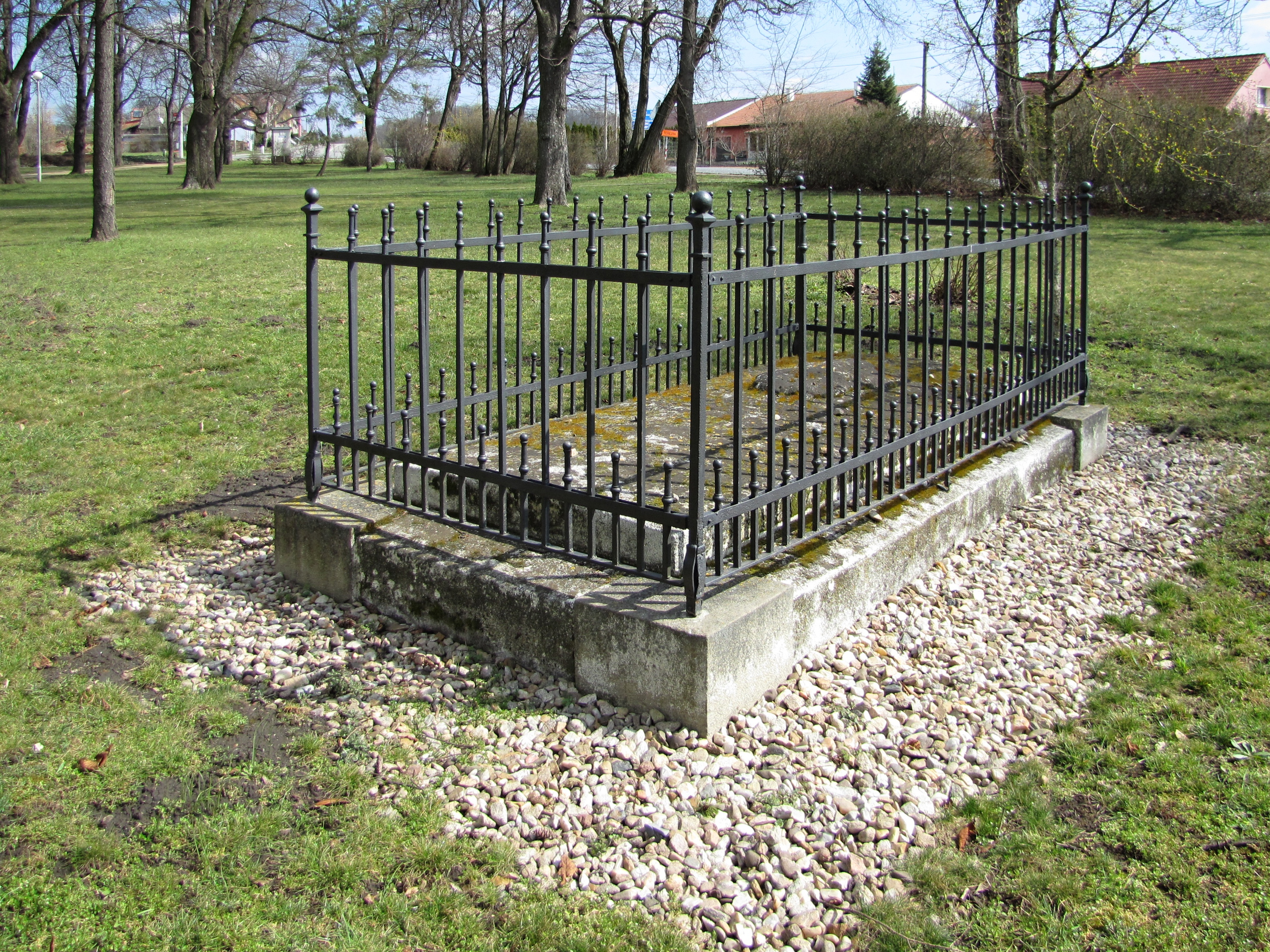
Clausewitzs Grab in Čejč, 2018

Am 4. Januar 1866 zum Kommandeur der 2. Division ernannt, führte Clausewitz seinen Großverband ab 5. Mai 1866 im Verbund der 2. Armee unter Kronprinz Friedrich Wilhelm in den Krieg gegen Österreich. Er marschierte im Juni durch Schlesien nach Böhmen. Seine Division rückte über Trautenau vor, das etwa 30 km nördlich von Nachod liegt und durch die Aupa gedeckt, einen wichtigen österreichischen Verteidigungspunkt bildete. In der Schlacht bei Königgrätz (3. Juli) konnte er sich wenig auszeichnen, weil das I. Armee-Korps nicht mehr richtig in den Kampf kam. Doch verfolgte seine Division die fliehenden österreichischen Heeresteile nach Südmähren, wo ihn beim Dorf Tscheitsch der Haltebefehl ereilte. Hier etwa 40 km südöstlich von Brünn fand er katastrophale Verhältnisse vor, die Cholera war ausgebrochen. Clausewitz setzte sein medizinisches Personal zur Pflege und Behandlung der Kranken ein. Als am 30. Juli die Division der Marschbefehl in Richtung Heimat erhielt, war Friedrich schon nicht mehr in der Lage diesem Befehl zu folgen. Wie sein Onkel erkrankte auch er an der Cholera, der er am 31. Juli 1866 erlag. Als evangelischer Christ erhielt Clausewitz ein Grab im Park an der katholischen Kirche.